# John Bosman
Pour les articles homonymes, voir Bosman.
Johannes « John » Jacobus Bosman, né le 1er février 1965 à Bovenkerk, est un footballeur international néerlandais, qui évoluait au poste d'attaquant.

## Biographie

### En sélection
Il a marqué 17 buts en 30 sélections en équipe des Pays-Bas entre 1986 et 1997. Il a remporté le Championnat d'Europe des nations en 1988, disputant le premier match — perdu — contre l'URSS. Il était également présent aux États-Unis lors de la Coupe du monde 1994 mais n'a pas joué, restant remplaçant.

## Carrière
- 1983-1988 : Ajax Amsterdam  Pays-Bas
- 1988-1990 : KV Mechelen  Belgique
- 1990-1991 : PSV Eindhoven  Pays-Bas
- 1991-1996 : RSC Anderlecht  Belgique
- 1996-1999 : FC Twente  Pays-Bas
- 1999-2002 : AZ Alkmaar  Pays-Bas

## Palmarès

### En club
- Vainqueur de la Supercoupe d'Europe en 1988 avec le FC Malines
- Vainqueur de la Coupe d'Europe des Vainqueurs de Coupe en 1987 avec l'Ajax Amsterdam
- Champion des Pays-Bas en 1985 avec l'Ajax Amsterdam et en 1991 avec le PSV Eindhoven
- Champion de Belgique en 1989 avec le FC Malines et en 1993, en 1994 et en 1995 avec le RSC Anderlecht
- Vainqueur de la Coupe des Pays-Bas en 1986 et en 1987 avec l'Ajax Amsterdam
- Vainqueur de la Coupe de Belgique en 1994 avec le RSC Anderlecht
- Vainqueur de la Supercoupe d'Europe en 1987 avec l'Ajax Amsterdam
- Finaliste de la Coupe d'Europe des Vainqueurs de Coupe en 1988 avec l'Ajax Amsterdam

### EnÉquipe des Pays-Bas
- 30 sélections et 17 buts entre 1986 et 1997
- Champion d'Europe des Nations en 1988
- Participation au  Championnat d'Europe des Nations en 1988 (Vainqueur)
- Participation à la Coupe du Monde en 1994 (1/4 de finaliste)